# PostGIS
PostGIS (/ˈpoʊstdʒɪs/ POST-jis) és un programa de programari de codi obert que afegeix suport per a objectes geogràfics a la base de dades relacional objecte PostgreSQL. PostGIS segueix l'especificació de Característiques simples per a SQL de l'Open Geospatial Consortium (OGC).
PostGIS s'implementa com una extensió externa de PostgreSQL.

## Característiques
- Tipus de geometria per a Points, LineStrings, Polygons, MultiPoints, MultiLineStrings, MultiPolygons, GeometryCollections, tipus 3D TINS i superfícies polièdriques, inclosos els sòlids.
- Tipus esferoïdals sota el tipus de dades de geografia Points, LineStrings, Polygons, MultiPoints, MultiLineStrings, MultiPolygons i GeometryCollections.
- tipus de ràster: admet diversos tipus de píxels i més de 1000 bandes per ràster. Des de PostGIS 3, és una extensió PostgreSQL independent anomenada postgis_raster.
- Suport de la topologia SQL/MM - mitjançant l'extensió PostgreSQL postgis_topology.
- Predicats espacials per determinar les interaccions de geometries mitjançant el 3x3 DE-9IM (proporcionat per la biblioteca de programari GEOS).
- Operadors espacials per determinar mesures geoespacials com àrea, distància, longitud i perímetre.
- Operadors espacials per determinar operacions de conjunts geoespacials, com ara unió, diferència, diferència simètrica i buffers (proporcionats per GEOS).
- R-tree -over- Índexs espacials GiST (Generalized Search Tree) per a consultes espacials d'alta velocitat.
- Suport de selectivitat d'índex, per proporcionar plans de consultes d'alt rendiment per a consultes mixtes espacials/no espacials.

La implementació de PostGIS es basa en geometries i índexs "lleugers" optimitzats per reduir l'empremta de disc i memòria. L'ús de geometries lleugeres ajuda els servidors a augmentar la quantitat de dades migrades des de l'emmagatzematge del disc físic a la memòria RAM, millorant substancialment el rendiment de les consultes.
PostGIS està registrat com a "implementa l'estàndard especificat" per a "Funcions simples per a SQL" per l'OGC. PostGIS no ha estat certificat com a compatible per l'OGC.

## Història
Refractions Research va publicar la primera versió de PostGIS l'any 2001 sota la Llicència Pública General de GNU. Després de sis candidats al llançament, va seguir una versió estable "1.0" el 19 d'abril de 2005.
El 2006, l'OGC va registrar PostGIS com a "implementar l'estàndard especificat" per a "Funcions simples per a SQL".